# Kandrše (gmina Litija)
Kandrše – wieś w Słowenii, w gminie Litija. W 2018 roku liczyła 4 mieszkańców.